# الکسا بارلیر
الکسا بارلیر (فرانسوی: Alexia Barlier‎؛ زادهٔ ۲۱ دسامبر ۱۹۸۲) هنرپیشه اهل فرانسه است.
از فیلم‌ها یا برنامه‌های تلویزیونی که وی در آنها نقش داشته‌است می‌توان به ۱۳ ساعت: سربازان مخفی بنغازی و مبلغان اشاره کرد.